# 43-й армейский корпус (СССР)
43-й армейский корпус (43 АК, в/ч 16640) — оперативно-тактическое объединение Советской армии на Дальнем Востоке СССР.

## История
Корпус первоначально носил наименование 137-го стрелкового и был создан 5 декабря 1945 года на базе Камчатского оборонительного района со штабом в г. Петропавловск-Камчатский.
В 1955 году корпус стал 43-м, в июне 1957 — армейским.
В 1969 году управление корпуса перевели на границу с КНР в город Биробиджан.
В рамках сокращения Вооружённых сил СССР, управление 43-го армейского корпуса было расформировано 10 октября 1989 года. Соединения и части входившие в состав корпуса были либо расформированы, либо включены в состав 35-й общевойсковой армии.

## Состав
- Управление корпуса, отдельная рота охраны и обеспечения (г. Биробиджан);
- 272-я мотострелковая Свирско-Померанская Краснознамённая, ордена Красной Звезды дивизия[~ 1] (с. Бабстово);
- 118-я мотострелковая дивизия кадра (г. Биробиджан);
- 3-й укреплённый район (Ленинское);
- 203-я зенитная ракетная бригада (г. Биробиджан);
- 23-я ракетная бригада (мкр Сопка, г. Биробиджан);
- бригада материального обеспечения (г. Биробиджан);
- 907-й отдельный десантно-штурмовой батальон (г. Биробиджан);
- 688-й отдельный батальон связи (г. Биробиджан);
- отдельный радиотехнический батальон ПВО (г. Биробиджан);
- ремонтно-восстановительная база (г. Биробиджан);
- 8-й бронепоезд БП-1 (г. Биробиджан).

## Командующие
| ФИО                            | Воинское звание   | Период в должности      |
| ------------------------------ | ----------------- | ----------------------- |
| Гнечко, Алексей Романович      | генерал-лейтенант | 05.12.1945 — 00.05.1950 |
| Урбанович, Виктор Казимирович  | генерал-лейтенант | 00.05.1950 — 00.04.1953 |
| Коркуц, Евгений Леонидович     | генерал-майор     | 02.06.1953 — 13.10.1954 |
| Оганезов, Аракел Карапетович   | генерал-майор     | 13.10.1954 — 10.02.1956 |
| Голубев, Архип Тихонович       | генерал-майор     | 04.05.1956 — 31.10.1958 |
| Веремей, Иван Николаевич       | генерал-майор т/в | 00.01.1959 — 00.04.1961 |
| Ковтунов, Александр Васильевич | генерал-майор     | 00.00.1973 — 00.00.1977 |
| Калинин, Николай Васильевич    | генерал-майор     | 00.06.1977 — 00.09.1979 |
| Щепин Юрий Фёдорович           | генерал-майор     | 13.06.1985 — 16.07.1987 |